# Eddie Collins (giocatore di baseball)
Edward Trowbridge Collins, Sr., soprannominato Cocky (Millerton, 2 maggio 1887 – Boston, 25 marzo 1951), è stato un giocatore di baseball statunitense di ruolo seconda base nella Major League Baseball (MLB). È stato introdotto nella National Baseball Hall of Fame nel 1939.

## Carriera
Collins giocò come professionista dal 1906 al 1930 per i Philadelphia Athletics e i Chicago White Sox. Laureato alla Columbia University, detiene diversi record della major league ed è tra i primi posti della classifica in diverse altre categorie. Tra i suoi primati figurano i 512 bunt di sacrificio, oltre cento più di qualsiasi altro giocatore e le 6 basi rubate in una sola gara (un'impresa compiuta due volte). Batté regolarmente con una media di oltre .320, ritirandosi con una media in carriera di .333. Inoltre detiene i record per gare in carriera (2.650), assistenze (7.630) chance totali (14.591) per un giocatore nel ruolo di seconda base, mentre è secondo in putouts (6.526). Collins è uno dei soli 29 giocatori della storia del baseball ad essere apparso in partite della MLB di quattro differenti decenni. In carriera vinse quattro volte le World Series (tre con Philadelphia e una con Chicago) e nel 1914 fu premiato come MVP dell'American League. Nel 1999, The Sporting News l'ha inserito al 24º posto nella classifica dei migliori cento giocatori di tutti i tempi.

## Palmarès

### Club
- World Series: 4

Philadelphia Athletics: 1910, 1911, 1913
Chicago White Sox: 1917
Philadelphia Athletics: 1929, 1930

### Individuale
- MVP dell'American League: 1

1914
- Leader dell'American League in basi rubate: 4

1910, 1919, 1923, 1924
- Club delle 3.000 valide